# Nashim
Nashim (en hebreo: נשים) es el tercer orden de la Mishná (también del Talmud y de la Tosefta) que contiene el derecho de familia. De los seis órdenes de la Mishná, es el segundo orden más corto. Nashim consta de siete tratados:

## Tratados
- Yevamot (en hebreo: יבמות) trata sobre la ley judía del yibum (el matrimonio del levirato) (Deuteronomio 25:5-10) y otros temas como el estatus de los menores. Consta de 16 capítulos.[2]

- Ketubot (en hebreo: כתובות) trata sobre la ketubá (el contrato nupcial del judaísmo), así como sobre temas como la virginidad y las obligaciones de los cónyuges. Consta de 13 capítulos.

- Nedarim (en hebreo: נדרים) se ocupa de varios tipos de votos a menudo conocidos como nedarim y sus consecuencias legales. Consta de 11 capítulos.

- Nazir (en hebreo: נזיר) se ocupa de los detalles del voto nazirita y del nazireato (Números 6). Consta de 9 capítulos.

- Sotá (en hebreo: סוטה) se ocupa del ritual del sotá (en hebreo: סוטה) cuando la mujer es sospechosa de adulterio (Números 5), así como de otros rituales que utilizan una fórmula hablada (como romper el cuello del ternero, la lectura pública de la Torá por el Rey cada siete años, las bendiciones y las maldiciones del Monte Guerizín y del Monte Ebal, y así sucesivamente). Consta de nueve capítulos.

- Guitín: (en hebreo: גיטין) trata de los conceptos de los divorcios y otros documentos. Consta de 9 capítulos.

- Kidushín: (en hebreo: קידושין) trata sobre la etapa inicial del matrimonio, los esponsales, así como las leyes de los linajes judíos. Consta de 4 capítulos.

## Orden de los tratados
El razonamiento tradicional para el orden de los tratados según Maimónides es el siguiente:
- Yevamot es primero porque, a diferencia de los otros, se refiere en gran medida a un mandamiento obligatorio, (el matrimonio de levirato) en lugar de uno voluntario.

- Ketubot significa el comienzo de la vida matrimonial.

- Nedarim: una vez que un hombre se casa con una mujer, tiene el derecho legal (bajo ciertas condiciones) de anular sus votos.

- Nazir: trata de un tipo especial de voto y es una continuación sobre el tema de los votos.

- Sotá: se ocupa de la infidelidad

- Guitín: se ocupa del divorcio propiamente dicho (el Rambam cambia el orden de estos dos).
- Kidushín: este tratado está al final, porque sigue el orden bíblico, una vez que una mujer se divorcia, puede ser prometida a cualquier hombre, este posterior compromiso está simbolizado por la colocación de Kidushín.

- Los últimos tratados del orden de Nashim tratan sobre el fin del matrimonio. Tanto el Talmud de Babilonia como el Talmud de Jerusalén tienen una Guemará de cada uno de los tratados del orden.